# Інтерхім
ТДВ «ІнтерХім» — фармацевтичне підприємство України. Спеціалізується на виробництві твердих лікарських форм.

## Історія
Засновниками компанії були п'ятеро аспірантів-хіміків Фізико-хімічного інституту імені О. В. Богатського НАН України  (Одеса). 31 грудня 1989 року вони відкрили молодіжне госпрозрахункове підприємство, яке займалося синтезом макрогетероциклічних з'єднань. Перший контракт був укладений з Казанським університетом: підприємці продали туди 20 г хімічного реактиву. Пізніше вони уклали контракт з бельгійською компанією Janssens Chimica.
У 1991 році партнери взяли в оренду дослідне виробництво Академії наук в Одесі, яке після розпаду СРСР простоювало. Підприємство відновило виробництво субстанції, з якої в Москві виробляли препарат «Феназепам».
11 грудня 1992 року офіційно зареєстровано Сумісне українсько-бельгійське хімічне підприємство «ІнтерХім». Перші роки підприємство виробляло біологічно активні речовини для продажу іншим фармацевтичним заводам, які виробляли з них таблетки. Крім того, компанія сформувала дослідний центр, який складався з науковців: хіміків і фармацевтів.
У 1996 році відкрилася перша аптека «ІнтерХім» в Одесі. 2002 року компанія розпочала будувати ділянку з виробництва готових лікарських засобів. Новий завод був побудований з нуля з дотриманням стандартів належної виробничої практики (GMP). У серпні 2003 року підприємство випустило першу таблетку.

## Діяльність
«ІнтерХім» виробляє тільки тверді лікарські форми: таблетки, капсули і саше. Основну частину виробництва компанії складають оригінальні препарати: «Феназепам», «Аміксин», «Гідазепам» і «Левана». Ці препарати були розроблені у співпраці Фізико-хімічного інституту імені О. В. Богатського НАН України, Одеського університету імені Мечнікова та НДІ фармакології АМН Росії та «Інтерхім» . За їх розробку колектив співробітників ФХІ ім. О. В. Богатського НАН України та ТДВ «Інтерхім» отримали Державну премію України в галузі науки і техніки 2017 року. Оригінальні препарати неодноразово ставали призерами фармацевтичних конкурсів.
Також компанія виробляє жарознижувальні ліки («Аміцітрон», «Аміфена»), профілактичні засоби (Вітамін C), а також дієтичні добавки.
«ІнтерХім» є офіційним партнером і ексклюзивним представником в Україні компанії MEGGLE (Німеччина) — виробника допоміжних речовин для фармацевтичної і харчової промисловості. Крім того, «ІнтерХім» займається дистрибуцією європейських косметичних брендів:  Di Palomo (Англія) і Bomb Cosmetics (Get Fresh Cosmetics, Англія),  Silver Care (Spazzolificio PIAVE S.p.A., Італія).
В Одесі працюють шість аптек «ІнтерХім».

### Благодійність
17 березня 2023 року компанія передала 1 250 000 грн до платформи UNITED 24, на дронів-камікадзе для ГУР.

## Скандали
2018 року офіс «ІнтерХіму» пікетували представники одеського осередку всеукраїнського об'єднання «Сокіл». Вони вимагали зупинити так звану «аптечну наркоманію» (2011 року аптечна мережа «ІнтерХім» отримала ліцензію на роздрібну реалізацію наркотичних та психотропних препаратів). Однак у компанії відкинули звинувачення, наголосивши, що займаються суто легальним продажем контрольованих рецептурних препаратів.